# Tõnis Kasemets

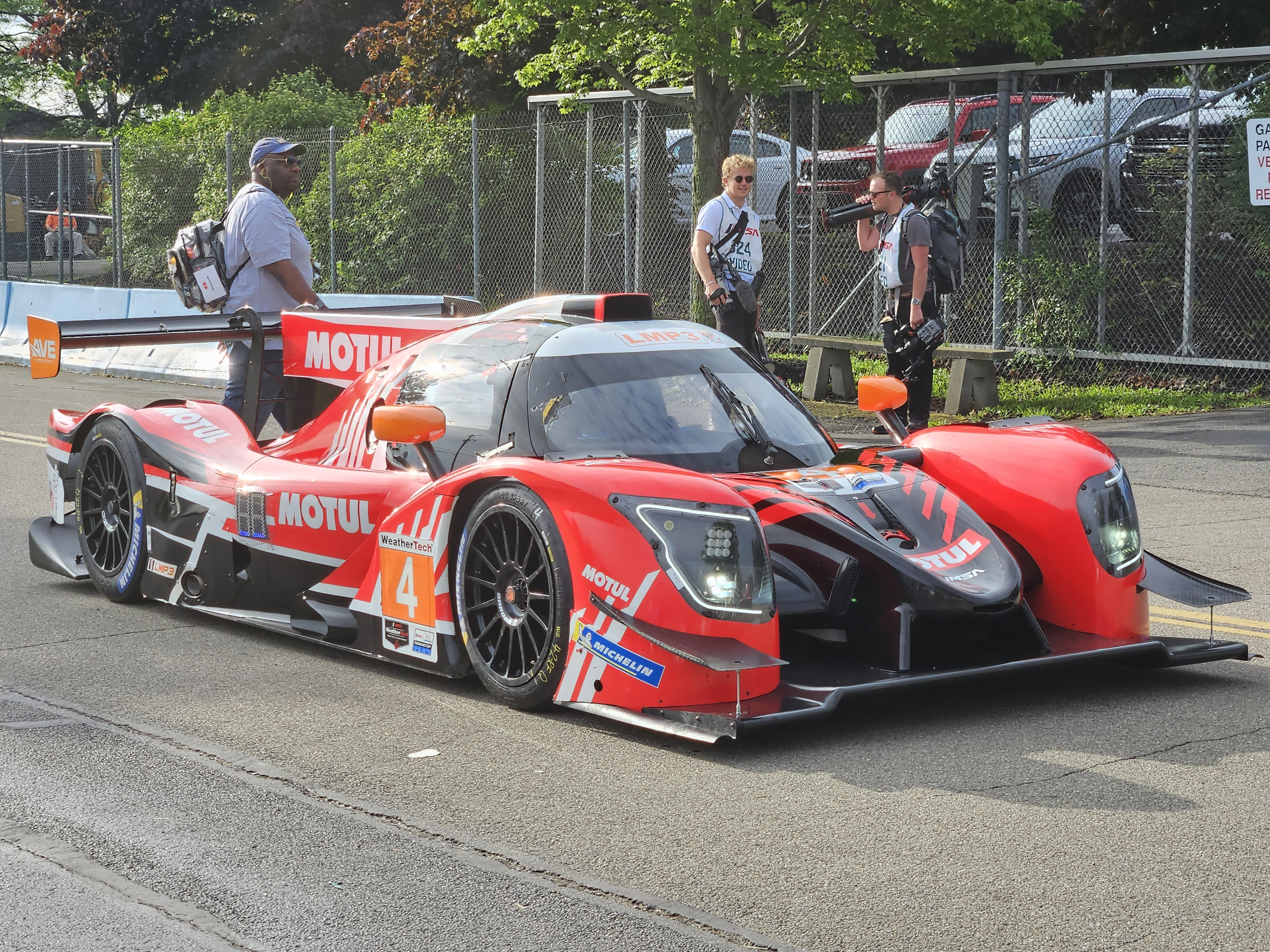
Der von Tõnis Kasemets beim 6-Stunden-Rennen von Watkins Glen 2023 gefahrene Ligier JS P320

Tõnis Kasemets (* 17. März 1974 in Pärnu, Estnische SSR) ist ein estnisch-US-amerikanischer Automobilrennfahrer. Kasemets erhielt 2011 die US-amerikanische Staatsbürgerschaft und startet seitdem sowohl mit einer US-amerikanischen als auch estnischen Fahrerlizenz.

## Karriere
Nachdem Kasemets seine Motorsportkarriere 1992 im Kartsport begonnen hatte, trat er 1994 und 1995 in der Formula Opel Euroseries an. 1995 ging er in die USA und setzte seine Karriere dort zunächst im Club-Rennsport fort. 2001 wechselte er in die U.S. F2000 National Championship. Nach Platz zehn in der ersten Saison wurde er 2002 und 2003 jeweils Vierter in der Fahrerwertung.
2004 stieg er in die Formel Atlantic ein und nahm für Brooks Associates Racing an sechs Rennen teil. Mit zwei fünften Plätzen als beste Resultate beendete er die Saison auf dem 13. Gesamtrang. 2005 nahm er für das Team Tonis an allen Rennen der Formel Atlantic teil und entschied drei für sich. Am Ende wurde er in der Meisterschaft vom Niederländer Charles Zwolsman junior mit 306 zu 289 Punkten nur knapp geschlagen und wurde Vizemeister.
2006 wechselte er zu Paul Gentilozzis Rocketsport-Racing-Team in Champ-Car-Serie und nahm an fünf Rennen teil. Kasemets musste seine Rennen mit erheblichem Sponsorgeld finanzieren und schaffte am Ende der Saison mit 34 Punkten den 19. Gesamtrang. Nachdem er 2007 zunächst kein Cockpit in der Champ-Car-Serie oder IndyCar Series erhalten und an einigen kleineren Rennserien teilgenommen hatte, kehrte er zum Saisonfinale für Newman Wachs Racing in die Formel Atlantic zurück. Er belegte den 29. Platz in der Fahrerwertung. In der folgenden Saison nahm Kasemets an zwei Formel-Atlantic-Rennen teil, die er beide als Dritter auf dem Podest beendete. In der Gesamtwertung schloss er die Saison auf dem 21. Platz ab. 2009 trat Kasemets für verschiedene Teams zu jedem Rennen der Formel Atlantic an. Er beendete jedes Rennen unter den ersten zehn Piloten und ein dritter Platz was sein bestes Resultat. In der Fahrerwertung belegte er den fünften Platz.
Nachdem die Formel Atlantic zum Saisonende 2009 eingestellt worden war, nahm Kasemets 2010 an zwei Rennen der Indy Lights teil. Er wurde bei beiden Rennen Sechster und beendete die Saison auf dem 18. Gesamtrang. Außerdem nahm er als Gaststarter an vier Rennen der US-amerikanischen Formel Ford teil und kam bei einem Rennen als Erster ins Ziel. 2011 erhielt Kasemets die US-amerikanische Staatsbürgerschaft und tritt seitdem mit US-amerikanischer Rennlizenz an. 2011 startete er zu einigen Rennen der Grand-Am Sports Car Series. Außerdem kehrte er für ein Rennen in die Indy Lights zurück. Darüber hinaus nahm er an einer Veranstaltung der U.S. F2000 National Championship teil.

## Statistik

### Karrierestationen
| - 1992–1993: Kartsport - 1994–1995: Formula Opel Euroseries - 1998–2001: Club-Rennsport - 2001: U.S. F2000 (Platz 10) - 2002: U.S. F2000 (Platz 4) | - 2003: U.S. F2000 (Platz 4) - 2004: Atlantic Championship (Platz 13) - 2005: Atlantic Championship (Platz 2) - 2006: Champ Car (Platz 19) - 2007: Atlantic Championship (Platz 29) | - 2008: Atlantic Championship (Platz 21) - 2009: Atlantic Championship (Platz 5) - 2010: Indy Lights (Platz 18) - 2011: Grand-Am Sports Car Series, GS (Platz 34) - 2011: Indy Lights (Platz 27) |

### Sebring-Ergebnisse
| Jahr | Team             | Fahrzeug       | Teamkollege   | Teamkollege    | Platzierung | Ausfallgrund |
| ---- | ---------------- | -------------- | ------------- | -------------- | ----------- | ------------ |
| 2014 | BAR1 Motorsports | Oreca FLM09    | Gaston Kearby | Bruce Hamilton | Ausfall     | Unfall       |
| 2023 | Ave Motorsports  | Ligier JS P320 | Trenton Estep | Seth Lucas     | Rang 13     |              |